# Aderus tantillus
Aderus tantillus är en skalbaggsart som först beskrevs av Champion 1890.  Aderus tantillus ingår i släktet Aderus och familjen ögonbaggar. Inga underarter finns listade i Catalogue of Life.